# Dom Constantino
Dom Constantino fou el fill menor d'edat del rei Ethirimana Cinkam, posat al tron a la mort del pare com a titella portuguès sota regència del pro-portuguès Paddilarasan Arasakesari Pandaram, del regne de Jaffna el 1617; després de la usurpació de Cankili II (1617-1619) va ser reconegut pels portuguesos fins a 1624 quan el regne fou suprimit i al seu front el va succeir Filipe de Oliveira com a capità major.